# Багг, Джордин
Джордин Нишаи Багг (англ. Jordyn Nishai Bugg; Пустой шаблон {{ВД-Преамбула}} ) — американская футболистка, защитница клуба Национальной женской футбольной лиги «Сиэттл Рейн» и женской национальной сборной США. В составе сборной США до 20 лет является бронзовым призёром чемпионата мира 2024 года в этой возрастной категории.

## Личная жизнь
Багг выросла в калифорнийском Эль-Кахоне и была старшей из пяти детей в семье. Родители Джордин познакомились во время учёбы в Восточно-Кентуккском университете — отец занимался американским футболом, мать — баскетболом. Террион Арнольд, профессионый игрок в американский футбол, выступающий в Национальной футбольной лиге, — её двоюродный брат. 
Багг училась в Христианской средней школе Сан-Диего и играла в футбольном клубе «Сан-Диего Сёрф», с которым в 2024 году выиграла Национальную лигу элитных клубов.